# Tania Bruguera
Tania Bruguera (La Habana, 1968) es una artista y activista cubana que realiza instalaciones y performance. En 1997 se trasladó a Chicago y actualmente reside en Cambridge, donde trabaja como jefa de media y performance en la Universidad de Harvard.
El trabajo de Bruguera gira en torno a cuestiones de poder y control, y varias de sus obras interrogan y representan eventos en la historia de Cuba. Como resultado de su performance y activismo, Bruguera ha sido detenida y encarcelada varias veces.

## Biografía
Realizó estudios en la Escuela Elemental de Artes Plásticas 20 de Octubre y el Instituto Superior de Arte de La Habana y en el Instituto de Arte de Chicago, donde también dictó clases entre 2003 y 2010.
Ha participado en eventos artísticos internacionales como documenta de Kassel y las bienales de Venecia, San Pablo, Shanghái y La Habana, entre otras, así como en museos, galerías y centros de arte como Tate Modern, Museo de Arte Contemporáneo de Chicago, Museo de Santa Mónica, Centro de Arte Contemporáneo Wifredo Lam de La Habana y New Museum de Nueva York, entre otros.
Bruguera dejó Cuba en el 2021 después de hacer un trato con el gobierno para liberar a activistas encarcelados ese año. Tras esta acción Bruguera recibió el Premio Velázquez por su defensa de la libertad.

## Obra

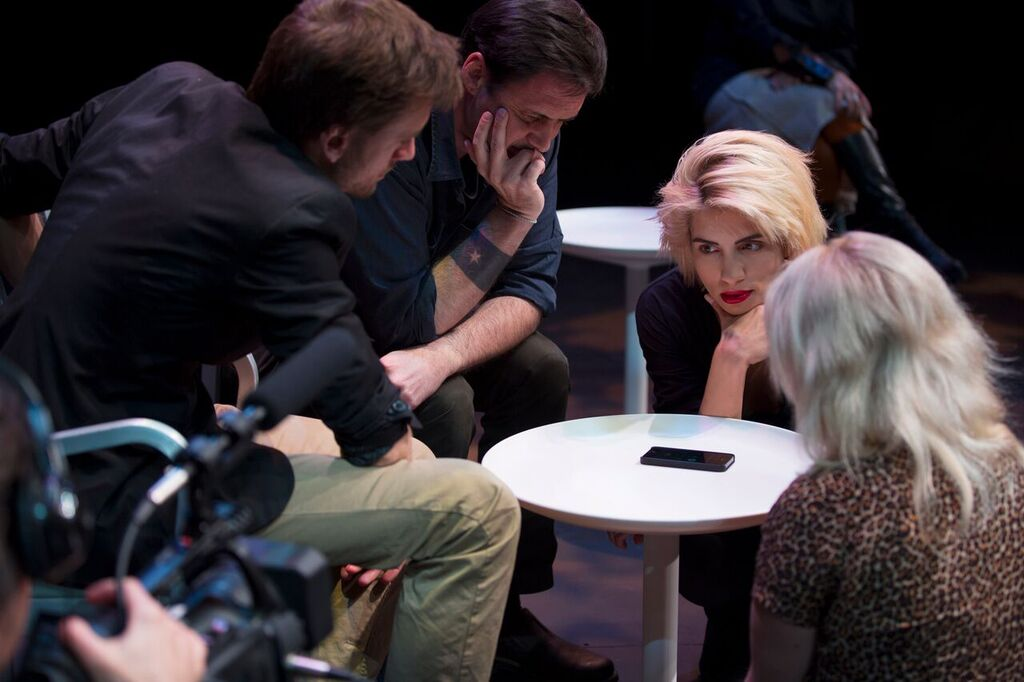
El colectivo de artistas rusas Pussy Riot dialogando durante una performance con Tania Bruguera

Su obra se centra en su interpretación de temas políticos y sociales. Para definir sus prácticas artísticas ha desarrollado conceptos como el arte de conducta con foco en los límites del lenguaje y del cuerpo confrontados a la reacción y comportamiento de los espectadores, asimismo propone un arte útil que haga una transformación real a ciertos aspectos políticos y legales de la sociedad. En 2002 creó la Cátedra Arte de Conducta en La Habana y en 2011 creó la Asociación de Arte Útil como plataformas de encuentro e implementación de sus proyectos.
Entre 1986 y 1996, realizó la presentación denominada Homenaje a Ana Mendieta, que consistía en una serie de performances y objetos que representaba el trabajo realizado por la artista ya fallecida. Su incentivo principal fue traer a la memoria el trabajo de Mendieta que oficialmente fue borrado por el contexto cubano luego de que desertó a Estados Unidos, incluso siendo una de las artistas más interesantes en décadas.
La primera presentación realizada en 1986 con tan solo 18 años de edad fue una reconstrucción de "Blood Trace" de Mendieta, consistía en sumergir sus brazos en sangre de puerco, luego pegarlos en la pared y arrastrase por ella formando una V hasta el suelo. Bruguera lo realizó en la Fototeca de Cuba, en La Habana, frente a una audiencia de alrededor de setenta personas, durante la inauguración de la exposición.
"Memoria de la Postguerra" fue un performance totalmente financiado por ella misma, en donde problemas culturales fueron unidos con el debate político que existía en ese momento en la isla. Bruguera quería resaltar posiciones y apoyar tendencias que eran contrarias al gobierno, para esto decidió conectar dos generaciones de intelectuales en Cuba, que aunque estaban separados por muy pocos años, debían tomar decisiones bastante diferentes. Por ejemplo, casi todos los artistas mayores que Bruguera como Carlos Garaicoa, Los Carpinteros, Kcho, se vieron obligados a abandonar la isla, en busca de llenar la falta de información que existía al igual que encontrar la libertad de expresión que no existía en Cuba durante los años de Castro.
Su deseo de unir diferentes personas y generaciones la impulsó a organizar una exhibición de artistas en la Quinta Bienal de La Habana en 1994, esta decisión la tomó junto a Sandra Cabellos y Ezequiel Suárez quienes también más adelante decidieron abrir otra exhibición llamada "Aglutinador".
En 1998 hizo el performance El Peso de la Culpa, el cual funcionó como una interpretación del estado de los nativos cubanos bajo el mandato de los conquistadores españoles, en el cual resistieron a comer nada más que tierra en lugar de vivir capturados. Bruguera interpreta este acto de comer tierra como una "arma de resistencia". En su performance, ella se paró desnuda, con un canal de cordero colgando de su cuello. Por 45 minutos, consumió tierra con agua y sal representando lágrimas. Este performance como se llevó a cabo en Cuba, propone un recordar un momento de la historia donde existía propensidad a medidas de resistencia a nivel corporal e íntimo en contra de sistemas autoritarios de imposición.
"Comer tierra" es una expresión cubana que se refiere a una situación desesperada en donde no hay cómo salir. Bruguera una vez dijo durante una entrevista con Octavio Zaya: "comer tierra, la cual es sagrada y un símbolo de permanencia, es como tragarse las propias tradiciones, el propio patrimonio, es como borrarse uno mismo. Es elegir el suicidio."
Además, este mismo año fue elegida como miembro Guggenheim y en 2000 recibió el premio Príncipe Claus.
Tania intentaba contar la historia de las personas que de algún modo no tenían poder, de esta forma explicaba que volviendo a vivir en primera persona, entendiendo los procesos históricos y las historias privadas, podemos lograr entender nuestro propio presente. Luego de presentar "El Peso de la Culpa", Bruguera realizó otra presentación denomina "El Cuerpo del Silencio", en donde cubrió su cuerpo de carne de cordero, seguidamente la limpió con su lengua en un gesto de auto humillación y auto censura. Finalmente, trató de comer las páginas de un libro.
En 2000, en el séptimo Bienal de La Habana, presentó un trabajo tan controvertido que fue incluso sancionado por el gobierno, ya que criticaba el régimen Cubano. Consistía en un pequeño grupo de personas que entraron al mismo tiempo a un túnel dentro de "La Cabaña", un lugar que albergaba la fortaleza militar del Bienal. Era utilizado en el pasado para encarcelar aquellos prisioneros condenados a muerte. Luego de entrar había oscuridad, que contrarrestaba la luz del Caribe, seguido de un televisor colgando del techo en donde se transmitía un collage de imágenes de Fidel Castro, tomadas de los canales cubanos a inicios de la Revolución. Alrededor de este espacio había personas desnudas, en una ducha inexistente, tocándose repetidamente en un intento de limpiarse.
En el 2008, Bruguera organizó un performance en el Tate Modern llamado El Susurro de Tatlin #5, en el cual los asistentes en lugar de encontrarse con obras de arte, se enfrentaron con dos policías a caballo, moviéndolos de lado a lado, haciéndoles preguntas y ejerciendo su autoridad como lo harían en las calles. Así los espectadores se preguntan hasta qué punto esto es realmente arte, y cuáles son los espacios en los que uno debería cuestionarse los formatos autoritarios que los rodean. Tanto el personal del Estado como el del museo son proponentes de un régimen conductual impositivo. Esta obra recuerda a los visitantes del museo que la jerarquía y sus descontentos están presentes en todos los aspectos de nuestra vida.
Al año siguiente realizó otra versión de performance en el mismo museo. El Susurro de Tatlin #6 puede ser realizado en donde sea, siempre y cuando haya un micrófono y unos parlantes que inviten a los participantes a expresar sus opiniones libremente. Luego, Bruguera le dio un contexto específico al llevarlo a Cuba, bajo el título El Susurro de Tatlin #6 (Versión Habana). Se realizó en el patio central del Centro Wilfredo Lam, institución que se encarga de la organización de las Bienales de La Habana.

“Diversas reacciones fueron expuestas, todas con respeto y todas aceptadas, tanto las que daban razones para seguir el camino de la revolución de Fidel Castro como aquellos que pedían elecciones donde no estuviese nadie que perteneciera a esa familia como candidato. Desde una persona que su única reacción fue llorar por la impotencia de no haber tenido otra opción que emigrar debido a sus diferencias políticas, hasta las declaraciones de los integrantes del movimiento de blogueros en Cuba quienes han contribuido al disentir en espacios públicos-virtuales en la red. Algunos exigían que se presentaran a los micrófonos aquellos que eran parte de la policía secreta mientras otros pedían que un día la libertad de expresión no tuviera que ser un performance.”'
El Susurro de Tatlin #6 (versión para La Habana)

En 2011 Bruguera comenzó a trabajar en el Movimiento Inmigrante Internacional. Empezó viviendo con una familia de cinco inmigrantes ilegales y sus hijos en un departamento en Corona, Queens, para experimentar los problemas que encuentran al tratar de sobrevivir con sueldos bajos y sin seguro social. Este proyecto, patrocinado por el Queens Museum of Art y la organización sin fines de lucro Creative Time, involucró un espacio en Nueva York que ofrecía talleres para inmigrantes, descubriendo que la mayoría de la gente que llegaba solicitaba clases de inglés o ayuda para encontrar trabajo o con temas legales. Este es un ejemplo del concepto de "arte útil", proyectos de participación que existen en función a los participantes y sus necesidades. 
En 2013, inició el proyecto Museo de Arte Útil en colaboración con el Queens Museum of Art y el Van Abbemuseum en Eindhoven. Este proyecto evolucionó en la Asociación de Arte Útil, creando una organización internacional con el propósito de promover el Arte Útil.
En diciembre de 2015 y enero del 2016, Bruguera estuvo detenida por haber organizado un performance público en la Plaza de la Revolución de La Habana. Fue detenida con otros artistas, activistas y periodistas cubanos que participaron en la campaña Yo También Exijo, la cual se creó luego de las declaraciones de Raúl Castro y Barack Obama a favor de restaurar relaciones diplomáticas. Durante el performance El Susurro de Tatlin #6 puso un micrófono y parlantes en la Plaza de la Revolución para que los cubanos pudieran expresar sus sentimientos con respecto a este nuevo clima político.
El evento tuvo alta repercusión el los medios a nivel internacional, incluyendo una presentación del Susurro de Tatlin #6 en Times Square, y una acción donde varios artistas e intelectuales se expresaron a favor de la liberación de Bruguera enviando una carta abierta a Raúl Castro firmada por miles de personas alrededor del mundo pidiendo que la devolución de su pasaporte y reclamando la injusticia penal, ya que ella simplemente le dio un micrófono a la gente para que diera su opinión.
En marzo de 2016, inauguró INSTAR (Instituto de Artivismo Hannah Arendt) con una lectura colectiva del libro de Arendt, Los Orígenes del Totalitarismo. Ese mismo mes comenzó una campaña Kickstarter para recaudar fondos para el instituto. La misión del instituto es crear una plataforma institucional en la cual los cubanos puedan informarse sobre sus derechos civiles, promuevan discusiones críticas e informadas y formen parte de un espacio alternativo donde personas con diferentes posiciones políticas puedan trabajar juntos para construir un ambiente democrático.
En 2019 centró su investigación en los líderes ecoambientales asesinados en Latinoamérica y el resto del mundo con el objetivo de mostrar su trabajo en la Bienal de Sídney en marzo de 2020.

## Controversias
Sus provocativas presentaciones le han valido duras críticas, incluso ha sido acusada de promover "resistencia y desorden público". En diciembre de 2014 fue detenida ficticiamente en Cuba para evitar que llevase a cabo sus performances, pero sus acciones también le han valido importantes reconocimientos internacionales, como la Beca Guggenheim, el Meadows Prize (Dallas, Estados Unidos) y el Premio Príncipe Claus, entre otros.

## Premios y reconocimientos
- Beca Guggenheim.
- Premio Tate Modern con exposición en la Sala Turbina.
- Premio Príncipe Claus.
- Anonymous Was A Woman Award (2016) Ver y modificar los datos en Wikidata.
- Premio Velázquez de Artes Plásticas 2021 "por su activismo performativo riguroso y especialmente atento a las dinámicas contextuales socio-políticas".[26]

## Nota
1. ↑  Este performance fue denunciado por el gobierno Cubano, diciendo que  el evento era anti-cultural y oportunista.[17]